# Leptopharsa velifer
Leptopharsa velifer är en insektsart som först beskrevs av Mcatee 1917.  Leptopharsa velifer ingår i släktet Leptopharsa och familjen nätskinnbaggar. Inga underarter finns listade i Catalogue of Life.